# Portulaca constricta
Portulaca constricta är en portlakväxtart som beskrevs av Michael George Gilbert. Portulaca constricta ingår i släktet portlaker, och familjen portlakväxter. Inga underarter finns listade i Catalogue of Life.